# Middengolfzender Jaarsveld
De middengolfzender Jaarsveld is een voormalige Nederlandse middengolfzender aan de Radiolaan vlak bij Lopikerkapel. De zender bevond zich in de voormalige gemeente Jaarsveld, die in 1943 opging in de gemeente Lopik, vandaar de naam.
De zender Jaarsveld werd in 1937 gebouwd als tijdelijke zender voor het doen van testen. Dit als voorloper van het middengolf zendstation Lopik dat in 1940 in gebruik werd genomen. Vanaf 14 oktober 1937 zond de zender Jaarsveld uit op 722 kHz, met om beurten het programma van Hilversum 1 en van Hilversum 2. In de oorlog werd de zender gebruikt voor propaganda-uitzendingen door de Duitse bezetter.
Vanaf 1965 werd de zender gebruikt voor het nieuwe Hilversum 3 op 1250 kHz met een vermogen van 10 kW. In 1970 verhuisde dat station, nog steeds op dezelfde frequentie, naar de iets noordelijker gelegen middengolfzender Lopik.